# اندرو لاکینگتون
اندرو لاکینگتون (انگلیسی: Andrew Lockington؛ زادهٔ ۳۱ ژانویهٔ ۱۹۷۴) آهنگساز و موسیقی‌دان اهل کانادا است.

## گزیدهٔ فیلم‌شناسی
- رمپیج (۲۰۱۸)
- فضای میان ما (۲۰۱۷)
- حلول (۲۰۱۶)
- سن آندریاس (۲۰۱۵)
- دریای هیولاها (۲۰۱۳)
- سفر ۲: جزیره اسرارآمیز (۲۰۱۲)
- فرانکی و آلیس (۲۰۱۰)
- شهر اخگر (۲۰۰۸)
- سفر به مرکز زمین (۲۰۰۸)
- کیک (۲۰۰۵)